# Schloss Wasseralfingen
Schloss Wasseralfingen ist ein im 16. Jahrhundert erbautes Schloss im Aalener Stadtbezirk Wasseralfingen im Ostalbkreis. Es basiert auf einer Wasserburg aus dem 14. Jahrhundert.

## Geschichte
Die erste Nennung eines Herrenhauses in Wasseralfingen erfolgte im Jahr 1337. In diesem Jahr erteilten die Grafen Ludwig und Friedrich von Oettingen dem Niederadligen Ulrich von Ahelfingen (siehe auch Herrschaft Alfingen) ihr Einverständnis zum Bau eines Wasserschlosses. Im Jahre 1382 musste die Wasseralfinger Linie der Herren von Ahelfingen ihren Besitz aufteilen, da sie im Mannesstamm erloschen war. Ort und Herrenhaus wurden in eine vordere und eine hintere Hälfte aufgeteilt. Die hintere Hälfte erhielt Ulrich von Horn, die vordere kam an Ulrich den Hagger. Während die hintere Hälfte im Besitz der Familie von Horn blieb, wechselte die vordere Hälfte mehrmals den Besitzer. Im Jahr 1479 gelangte die Linie der Familie von Ahelfingen in Hohenalfingen wieder in den Besitz des Schlosses. Jedoch kam die Burg nach dem Tod von Wolfgang von Ahelfingen, dem letzten männlichen Erben der Familie, im Jahre 1545 in den Besitz des Klosters Ellwangen. Diese konnte aus den Besitzungen der Familie von Ahelfingen in Oberalfingen und Wasseralfingen ein Oberamt gründen. Der zuständige Oberamtmann hatte seinen Sitz in der Burg. 1590 ließ das Kloster in Wasseralfingen die Burg abreißen und stattdessen bis 1593 das heutige vierflügelige Schloss mit Binnenhof errichten, das im Jahr 1729 nochmals umgebaut wurde. Infolge des Reichsdeputationshauptschlusses gelangten die Gebiete des Klosters Ellwangen an Württemberg. Im Schloss befand sich später für kurze Zeit der Sitz des württembergischen Oberamtmanns für Aalen, danach war es Sitz eines Oberforstmeisters. 1817 wurde aufgrund der Nähe des Hüttenwerkes Wasseralfingen im Schloss Räume zu Wohnungen umgebaut. Seit 1992 befindet sich im Gebäude eine Schule für Sprachbehinderte.